# Prótagorás z Abdér
Prótagorás z Abdér, řecky Πρωταγόρας (481 př. n. l. Abdéra v Thrákii – 410 př. n. l.), byl starořecký řečník a filosof – nejznámější z první generace sofistů, patrně první, který toto označení přijal. Proslavil se výrokem „mírou všech věcí je člověk – jsoucích, že jsou, a nejsoucích, že nejsou“, který se stručně latinsky nazývá homo-mensura.
Podle něj byl pojmenován kráter Protagoras na přivrácené straně Měsíce.

## Život
Prótagorás byl rétor, moderně řečeno advokát a sémantik a při svých cestách po Řecku, Itálii a Sicílii vyučoval a za vysoké honoráře vystupoval u soudu. Na rozdíl např. od svého současníka Gorgia měl však větší zájem o filosofické otázky, včetně otázek jazyka a spravedlnosti v obci. Roku 443 př. n. l. byl pověřen vypracováním demokratické ústavy města Thúrií. Působil také v Athénách, kde založil filosofickou školu. Přátelil se s Periklem, s nímž hojně diskutoval o právních otázkách, později byl ale prý pro bezbožnost (řec. asebeia) vypovězen. Ve spise O bozích totiž tvrdil, že o nich nemůže vědět, zda jsou nebo nejsou, a uznával pouze užitečnost náboženství pro společnost. Utonul prý na cestě do vyhnanství na Sicílii.

## Myšlení a dílo
Napsal několik knih, ale jen O pravdě čili vyvrácení a O bozích jsou věrohodně dosvědčeny. Jeho díla se nezachovala a vědomosti o jeho myšlenkách čerpáme především z Platóna, z Aristotela a ze Sexta Empirika. Jako jeden z prvních se zabýval správným užíváním a přesným významem slov (řec. orthoepeia) také v souvislosti s výkladem zákonů.
Prótagorovo myšlení není snadné zhodnotit, jednak pro nedostatek pramenů, jednak pro nejistý historický kontext. Tradičně se staví do protikladu k Sókratovi, kde se jeho postoje jeví jako relativistické a dokonce subjektivistické. Tak slavná věta, že „mírou všech věcí je člověk – jsoucích, že jsou, a nejsoucích, že nejsou“ (zl. B 1 ze Sexta) se obvykle chápe jako výraz svrchovanosti lidských soudů: věci mají ty vlastnosti, které jim dává člověk.
Jenže skeptické názory, z nichž i Prótagoras vychází, jsou patrně starší než Sókratův a Platónův „objev subjektu“, osobní svobody a odpovědnosti. Už proto u Prótagory nelze mluvit o „subjektivismu“. Jeho názory patrně vycházejí ještě ze staršího osudového myšlení, jak je známe např. z Homérových eposů nebo z řecké tragédie, kde jsou lidé hříčkami v rukou bohů a všichni jsou navíc podrobeni nevyzpytatelnému a neúprosnému osudu. V této souvislosti mohou mít i Prótagorovy výroky úplně jiný smysl, totiž prostého konstatování omezených možností lidského poznání (například O bozích) i toho, že právě člověk v řeči „měří“ čili rozlišuje, co jest a co není. Kdo jiný by to mohl dělat? Prótagoras neříká, že by člověk o bytí nebo o vlastnostech věcí rozhodoval, nýbrž že je jejich „mírou“, tím kdo je poměřuje a posuzuje, neboť ničeho jiného není schopen. Tak je ostatně vykládá i Platón v Theaitétu, kde Prótagoru výslovně spojuje s Homérem a staví proti jedinému Parmenidovi.
Tomu odpovídají i Prótagorovy názory v oblasti etiky, které nám připadají jako utilitarismus, jenže Prótagorovi ještě chyběla představa lidské osoby a mravní odpovědnosti, takže pokládal za přirozené, že se člověk řídí svým prospěchem – čím jiným? Prótagoras vysoko cenil moudrost: „Ve všech lidských skutcích patří přednost moudrosti a vědění“ i vzdělání a četbu básníků a ve věcech obce (státu) spravedlnost: „Když se uvažuje o tom, jak dobře spravovat obec, musí se postupovat jen podle spravedlnosti a zdravého rozumu“.